# Half Empty Saddles
Half Empty Saddles ou Selins Vazios é o 85º curta-metragem do desenho animado The Woody Woodpecker Show e o terceiro de 1958.

## Sinopse
Pica-Pau aparece montado em um pequeno cavalo e canta uma música antiga. Ao chegar na cidade-fantasma de Forsaken, vai ao Bar Olho de Cobra encontrar uma caixa cheia de dinheiro enterrada sob o piso. Ele não percebe que Dooley o seguia desde que entrou em Forsaken e tenta escapar das investidas do bandido, que tenta roubar a caixa, sem êxito.
Depois da caixa mudar várias vezes de mãos, o Pica-Pau recupera o dinheiro após Dooley voar num foguete com cabeça de cavalo. No final, o pássaro dá sua famosa risada juntamente com o cavalo que montou para perseguir seu rival.

## Dubladores

### Originais
| Personagem(s) | Dublador       |
| ------------- | -------------- |
| Pica-Pau      | Grace Stafford |
| Dooley        | Dal McKennon   |